# Langenhagen
Langenhagen város Németországban, Alsó-Szászországban, a Hannoveri régióban.

## Fekvése
Hannovertől északra fekvő település.

## Története

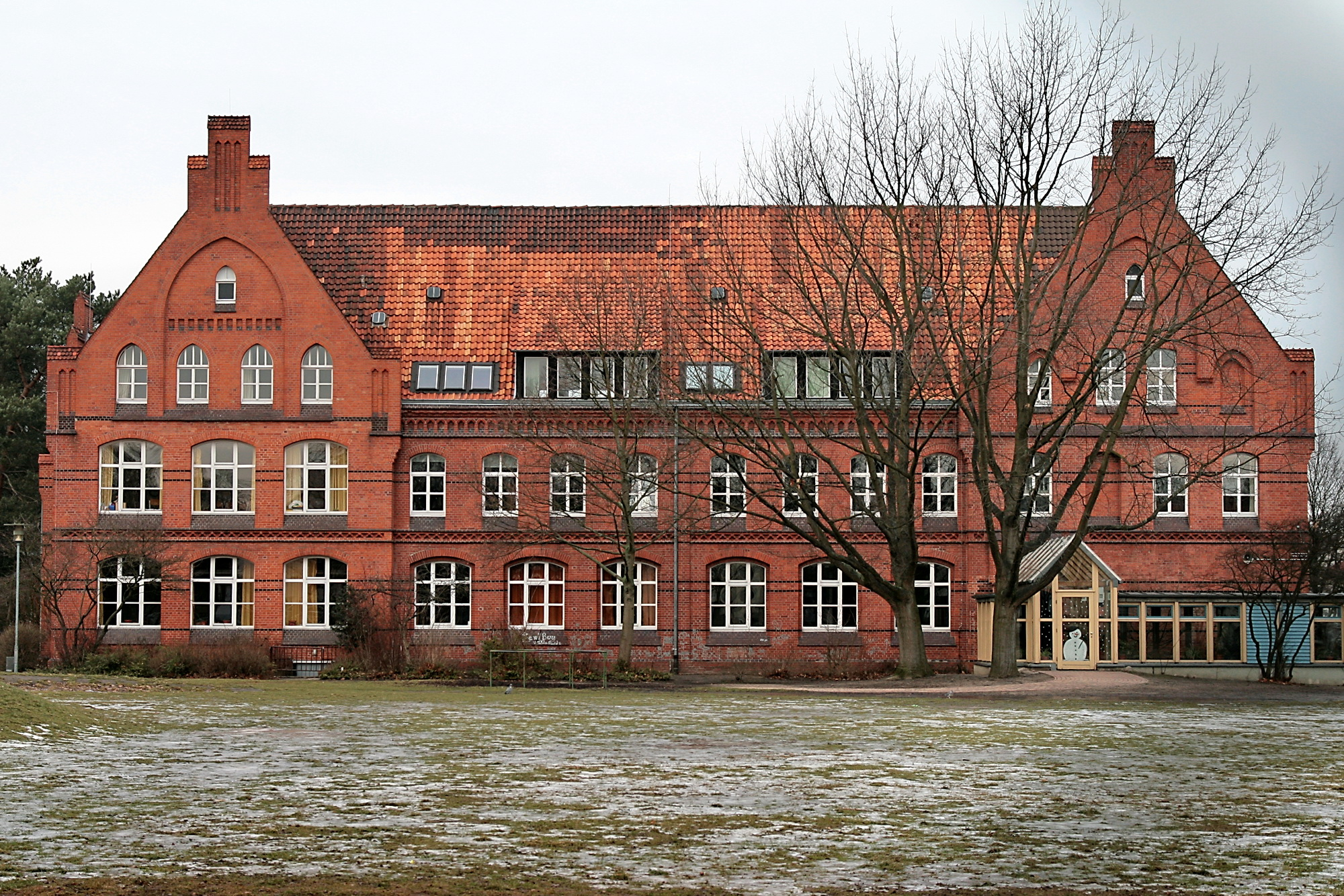

Langenhagen az 1974. évi alsó-szászországi közigazgatási- és területi reform idején jött létre több település összevonásával.
A területén lévő településeket azonban már korábban is említették az oklevelekben. A legkorábbi adat Hainhaus 990-es említése. Langenhagent 1312-ben említették először Nienhagen néven, majd 1314 Nova Indagine, 1391 Nyenhaghene, 1430 Nigenhagen 1451 Langenhagen, 1480 Nigenhagen 1501 Niegenhagen és 1523-Langenhagen néven volt említve.
1862-ben, egy elmegyógyintézet jött létre Langenhagen. Ebben az intézetben 1866-1868 között mint orvosi asszisztens dolgozott a Nobel-díjas Robert Koch is. Emlékezetét most egy utca és egy emléktábla őrzi a róla elnevezett iskolában.
A 20. század elején Langenhagenben már egy közlekedési csomópont, amely nagyban növelte fejlődését, gazdasági jelentőségét. Ebben a fejlődésben döntő szerepe volt az 1890 óta meglévő vasútvonalnak is.

## Közlekedés
A város területén található a hannoveri repülőtér.

## Itt születtek, itt éltek
- Christian Friedrich August von Meding (1735-1825) - prépost, genealógus
- Augustus Frederic Christopher Kollmann (1756-1829) - orgonista, zeneszerző
- Willy Max Rademacher (1897-1971) - politikus
- Robert Koch (1843-1910) - bakteriológus, Nobel-díjas. 1866-1868 között mint egy vidéki orvos dolgozott Langenhagenben

## Galéria

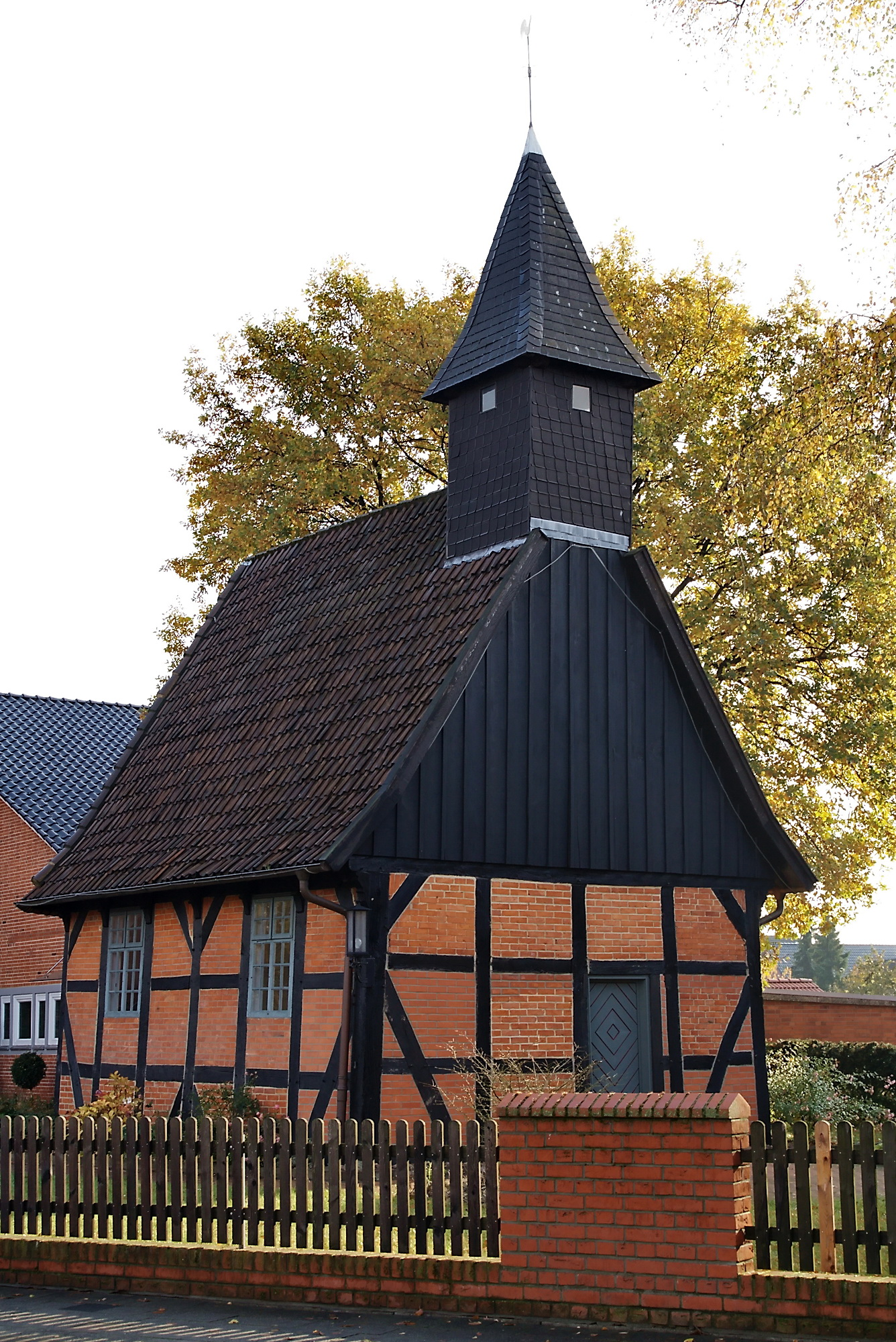
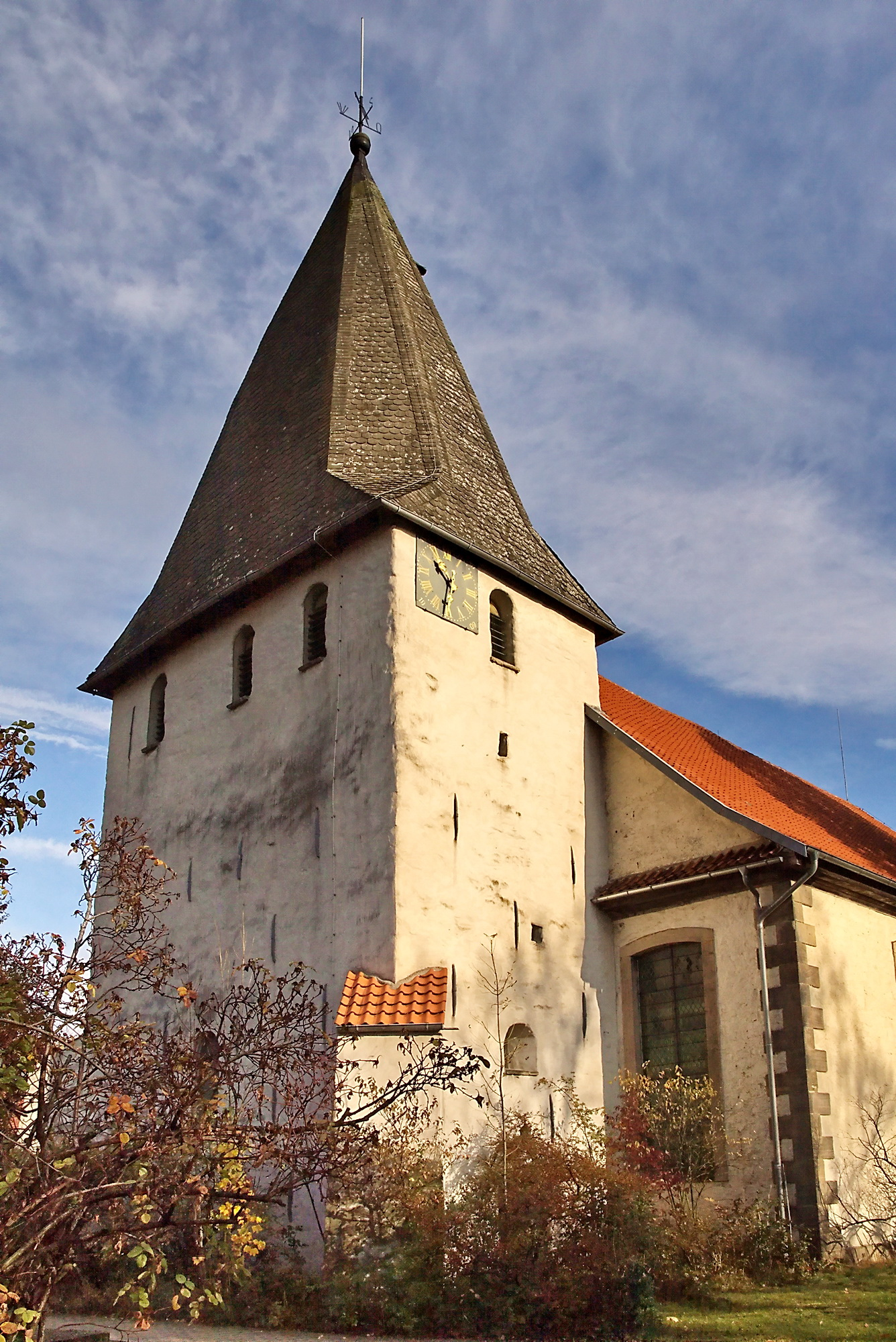
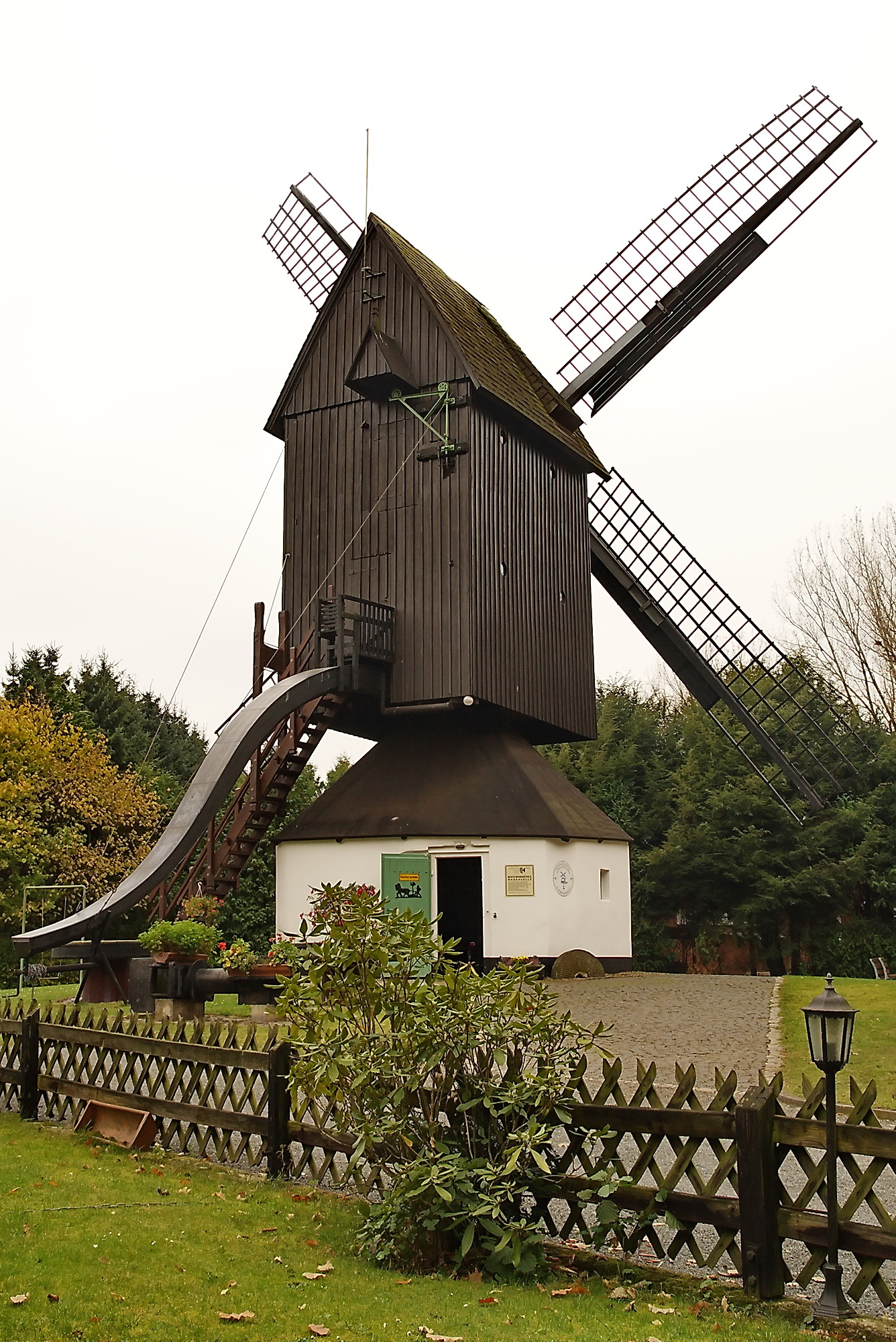
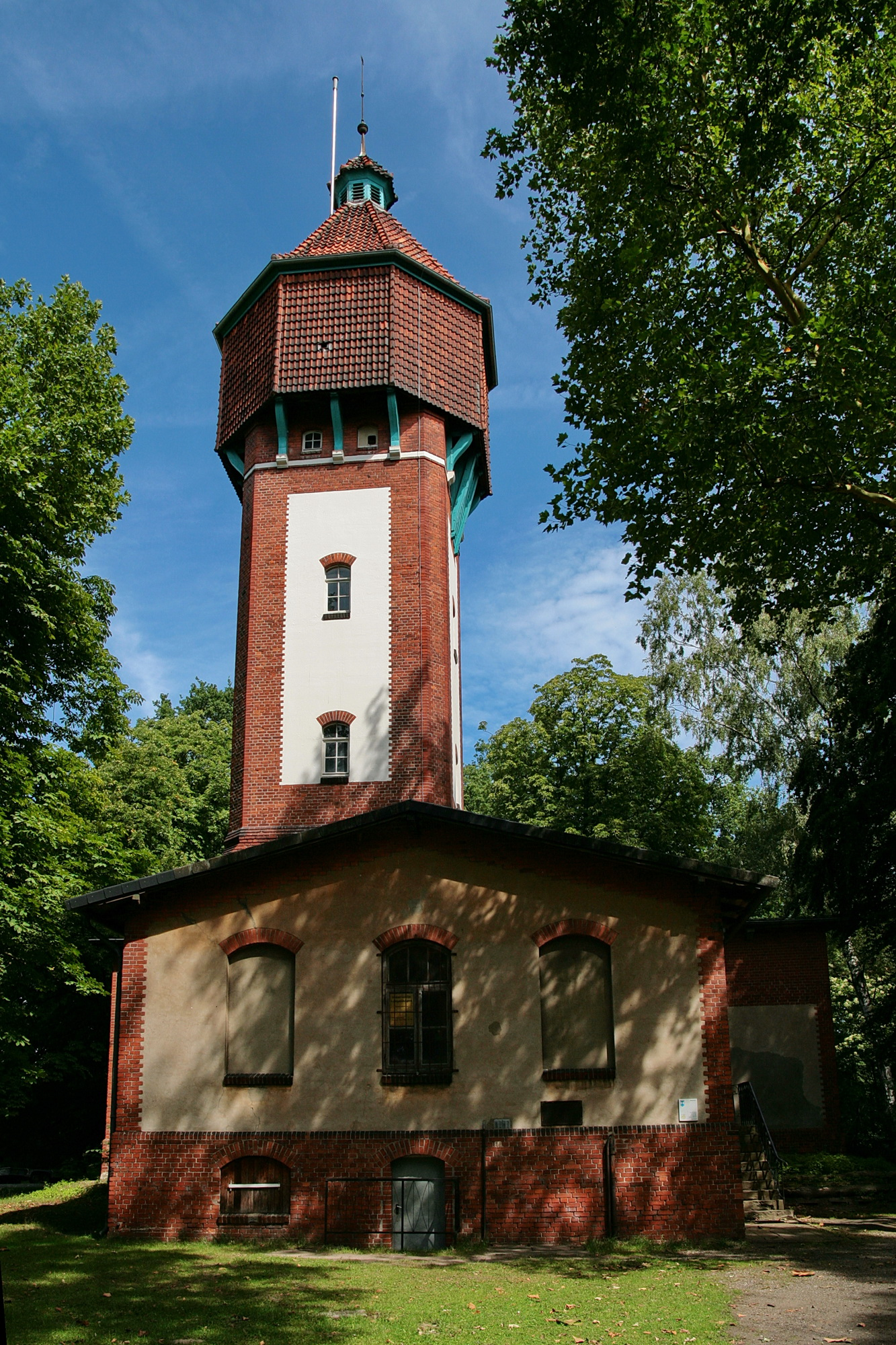